# Mạy đấy
Mạy đấy, tên khoa học Pseudostachyum polymorphum, là một loài thực vật có hoa trong họ Hòa thảo. Loài này được Munro miêu tả khoa học đầu tiên năm 1868.